# Watermakers
Watermakers is het vierde studioalbum van BLØF uit 2000. Het album werd uitgebracht op 3 oktober 2000 en bereikte de platina status in Nederland.

## Nummers
Bandleden:

Paskal Jakobsen · Peter Slager · Bas Kennis · Norman Bonink (voormalig: Henk Tjoonk, Chris Götte)

Discografie: